# Wilhelm Tödtmann
Wilhelm Tödtmann (* 1893; † 1963) war ein deutscher Jurist und Politiker der NSDAP. Er war von 1933 bis 1938 Bürgermeister von Leverkusen und von 1938 bis 1945 Oberbürgermeister von Neuss.

## Leben
Tödtmann wurde 1921 an der Universität Würzburg mit der Arbeit Die Rechte und Pflichten der Gesellschafter der G. M. B. H. an der juristischen Fakultät promoviert. Er trat 1931 in die NSDAP ein. 1932 trat er wieder aus. 1933 erfolgte ein erneuter Eintritt. Im selben Jahr wurde er Bürgermeister von Leverkusen. Dieses Amt hielt er bis 1938. Ab 1938 war Tödtmann Oberbürgermeister von Neuss. Dieses Amt hielt er für sieben Jahre bis 1945. Er hatte drei Söhne.